# گابریل ترویزانو
گابریل ترویزانو یک فرمانده ونیزی بود که با پیوستن به امپراتوری بیزانس در دفاع از این امپراتوری در برابر امپراتوری عثمانی، در سقوط قسطنطنیه در سال ۱۴۵۳ شرکت کرد.
او در کنار کاپیتان تاجر ونیزی همکارش آلویزو دیدو، با کشتی‌هایش در شاخ طلایی در یک سفر بازگشت از دریای سیاه لنگر انداخته بود، زمانی که نیروهای سلطان محمد دوم شهر را محاصره کردند. ونیزی‌ها قول دادند که برای جنگ در شهر بمانند، در مجموع شش کشتی ونیزی و سه کشتی از مستعمره ونیزی کرت با رضایت فرماندهان خود در بندر نگهداری شدند و اکنون به کشتی‌های جنگی تبدیل شده اند. در ۲۸ آوریل نبردی بین کشتی‌های ونیزی و جنوا از یک طرف و کشتی‌های ترکیه از طرف دیگر در گرفت. کشتی تریویزانو در اثر شلیک توپ‌های عثمانی غرق شد. در زمان‌های دیگر ونیزی‌ها و متحدانشان درگیری‌های دریایی پیروزیای جزئی در مقابل ترک‌ها به دست آوردند. در طول محاصره، تریویزانو همچنین فرماندهی یک پادگان بیزانسی در برج دختر را برعهده داشت. در پایان، تریویزانو قبل از اینکه او و افرادش بتوانند از دیوارها فرار کنند، توسط نیروهای سلطان دستگیر شد. 